# Guadalupe Zaragoza
Guadalupe Zaragoza är en ort i Mexiko.   Den ligger i kommunen Tlahuapan och delstaten Puebla, i den sydöstra delen av landet, 60 km öster om huvudstaden Mexico City. Guadalupe Zaragoza ligger 2 459 meter över havet och antalet invånare är 2 820.
Terrängen runt Guadalupe Zaragoza är kuperad västerut, men österut är den platt. Runt Guadalupe Zaragoza är det tätbefolkat, med 257 invånare per kvadratkilometer. Närmaste större samhälle är San Martin Texmelucan de Labastida, 13,2 km sydost om Guadalupe Zaragoza. Trakten runt Guadalupe Zaragoza består till största delen av jordbruksmark.